# Le Testament de sa Grâce
Le Testament de sa Grâce (Hans nåds testamente) est un film suédois réalisé par Victor Sjöström, sorti en 1919. 

## Fiche technique
- Titre original : Hans nåds testamente
- Titre français : Le Testament de sa Grâce
- Réalisation : Victor Sjöström
- Scénario : Hjalmar Bergman et Victor Sjöström
- Directeur de la photographie : Henrik Jaenzon
- Genre : Comédie
- Pays d'origine :  Suède
- Format : Noir et blanc - 1,33:1 - Film muet
- Dates de sortie : 
  -  Suède : 3 novembre 1919

## Distribution
- Karl Mantzius
- Carl Browallius
- Greta Almroth
- Tyra Dörum
- Semmy Friedmann
- Augusta Lindberg
- Sture Baude
- Nils Aréhn
- Josua Bengtson
- Sigurd Wallén
- Emil Fjellström